# Трегурта, Николас
Николас Джекобс Трегурта (англ. Nicholas Jacobs Tregurtha; 14 декабря 1883, Пензанс, Юго-Западная Англия — 14 мая 1964, Сент-Айвс, Юго-Западная Англия) — британский регбист, призёр летних Олимпийских игр.
Трегурта участвовал в летних Олимпийских играх 1908 года в Лондоне в соревнованиях по регби. Его сборная провела единственный матч против Австралазии и проиграла его, заняв второе место и получив серебряные медали.